# Вільний польський університет
Вільний польський університет (пол. Wolna Wszechnica Polska) — назва неіснуючого сьогодні вищого навчального закладу, який зіграв значну роль в історії польської вищої освіти. Вільний польський університет діяв у Варшаві з 1918 по 1952 рік.
| Прапор Польщі | Це незавершена стаття про Польщу. Ви можете допомогти проєкту, виправивши або дописавши її. |

| випускний капелюх | Це незавершена стаття про університет, коледж або інший заклад вищої освіти. Ви можете допомогти проєкту, виправивши або дописавши її. |

## Джерело
- Вільний польський університет (поль.)